# John Masefield
John Edward Masefield (1 tháng 6 năm 1878 - 12 tháng 5 năm 1967) là nhà thơ, nhà văn Anh. Ông được người đời nhớ đến như là tác giả của những tiểu thuyết viễn tưởng dành cho trẻ em như Người đêm (The Midnight Folk) và Hộp sung sướng (The Box của Delights) và một số bài thơ hay, mà đặc biệt nhất là bài thơ Biển gọi (Sea-Fever).

## Tiểu sử
Masefield sinh ở Ledbury, Herefordshire. Bố và mẹ mất sớm nên sống với người dì. Thời tuổi trẻ đi làm thủy thủ trên các đội tàu đi Mỹ suốt 3 năm và ở New York 2 năm. Năm 1897 trở về Anh và bắt đầu làm báo. Với tư cách là một nhà báo, ông có điều kiện để làm quen và kết thân với nhà thơ W. B. Yeats, người trở thành một nguồn cảm hứng để ông phát triển con đường thơ ca. Từ đây, ông bắt đầu lần lượt xuất bản một số tập thơ về cuộc sống của những người thủy thủ như Thơ nước mặn (Salt-water ballads, 1902), Ballad, 1903. Năm 1911 in trường ca Từ bi muôn thuở (The everlasting mercy) và trở thành một nhà thơ nổi tiếng. Năm 1930 ông trở thành Nhà thơ Hoàng gia và năm 1937 được tặng Huy chương Hoàng gia "Vì sự cống hiến".
Ngoài thơ ca Masefield còn viết kịch, truyện thiếu nhi, tự truyện và các tiểu luận phê bình nổi tiếng về Shakespeare và Chaucer.
John Masefield mất năm 1967 ở Berkshire và được mai táng tại Góc Thi sĩ (Poets’ Corner) của Tu việnWestminster danh tiếng.

## Tác phẩm
- Thơ nước mặn (Salt-water ballads, 1902), thơ
- Ballad, 1903, thơ
- Từ bi muôn thuở (The everlasting mercy, 1911), thơ
- Thơ sonnet và thơ (Sonnets and poems, 1916), thơ
- Thơ tuyển (Selected Poems, 1922), thơ
- Giấc mơ và những bài thơ khác (The Dream and Other Poems, 1922), thơ
- Toàn tập thơ (The Collected Poems of John Masefield, 1923), thơ
- Người đêm (The Midnight Folk), văn xuôi
- Hộp sung sướng (The Box of Delights), văn xuôi
- Học mãi (So long to learn, 1952) văn xuôi
- Điều kỳ diệu ở Campden (The Campden wonder, 1907), kịch
- Cô Harrison (Mrs Harrison, 1907), kịch
- Bi kịch của Nan (The tragedy of Nan, 1908), kịch
- Vua Philip (Philip the King, 1914), kịch

## Một số bài thơ
| Biển gọi Tôi lại muốn ra khơi, ở giữa trời và nước Tôi cần một ngôi sao để chỉ dẫn con thuyền Một bài ca của gió, một bánh lái, một cánh buồm Màn sương xám trên đại dương và bình minh ánh bạc. Tôi lại muốn ra khơi, nghe lời con sóng hát Tiếng gọi hoang sơ, tinh khiết, không thể chối từ Cần một ngày có gió, đám mây trắng bay qua Cần những tiếng hải âu và gió đùa bọt nước. Tôi lại muốn ra khơi, sống cuộc đời khó nhọc Theo hải âu và cá voi, nơi gió sắc như dao mài Cần một câu chuyện từ người bạn có óc khôi hài Giấc ngủ yên, giấc mơ vui khi câu chuyện kia kết thúc. Hàng hóa Khi những chiến thuyền cổ rời Ophir xa xôi Trở về dưới trời Palestine đầy nắng Hàng hóa trên thuyền là những ngà voi Là chim công, là khỉ không đuôi Là các loại gỗ quý và rượu vang trắng. Khi những thuyền buồm Tây Ban Nha to lớn Đi qua những miền nhiệt đới cọ màu xanh Họ chở trên những chiếc thuyền Là kim cương và ngọc lục bảo Là đồ gia vị và những đồng tiền vàng. Còn những con tàu hàng của nước Anh Đi qua eo biển trong những ngày tháng Ba dữ dội Hàng hóa chở trên tàu chỉ có than Là ray đường sắt và củi Là đồ sắt và những khay thiếc rẻ tiền. Những con đường Đường này về Luân Đôn Đường kia về Xứ Uên Còn đường ta ra biển Chiếc buồm trắng kéo lên. Đường này đi ra sông Dòng sông trôi chầm chậm Đường ta – về anh em Với nước da sạm nắng. Mời gọi, cuốn hút ta Con đường tung bọt biển Nơi không hề bụi bặm Là con đường của ta. Đường nhấp nhô, ngời sáng Hoang dại tiếng hải âu Cơn gió thổi dập dìu Đưa lên mắt muối biển. Mời gọi, cuốn hút ta Cả Đông, Nam, Tây, Bắc Đường ai đó về nhà Đường ta về phía trước. Còn rất nhiều phía trước Dặm đường phải đi qua Chúa sắp đặt ta, và Ta đi tìm cái đẹp. Bản dịch của Hồ Thượng Tuy | Sea Fever I must go down to the seas again, to the lonely sea and the sky, And all I ask is a tall ship and a star to steer her by, And the wheel's kick and the wind's song and the white sail's shaking, And a gray mist on the sea's face, and a grey dawn breaking. I must go down to the seas again, for the call of the running tide Is a wild call and a clear call that may not be denied; And all I ask is a windy day with the white clouds flying, And the flung spray and the blown spume, and the sea-gulls crying. I must go down to the seas again, to the vagrant gypsy life, To the gull's way and the whale's way, where the wind's like a whetted knife; And all I ask is a merry yarn from a laughing fellow-rover, And quiet sleep and a sweet dream when the long trick's over. Cargoes QUINQUIREME of Nineveh from distant Ophir, Rowing home to haven in sunny Palestine, With a cargo of ivory, And apes and peacocks, Sandalwood, cedarwood, and sweet white wine. Stately Spanish galleon coming from the Isthmus, Dipping through the Tropics by the palm-green shores, With a cargo of diamonds, Emeralds, amythysts, Topazes, and cinnamon, and gold moidores. Dirty British coaster with a salt-caked smoke stack, Butting through the Channel in the mad March days, With a cargo of Tyne coal, Road-rails, pig-lead, Firewood, iron-ware, and cheap tin trays. Roadways ONE road leads to London, One road leads to Wales, My road leads me seawards To the white dipping sails. One road leads to the river, And it goes singing slow; My road leads to shipping, Where the bronzed sailors go. Leads me, lures me, calls me To salt green tossing sea; A road without earth's road-dust Is the right road for me. A wet road heaving, shining, And wild with seagull's cries, A mad salt sea-wind blowing The salt spray in my eyes. My road calls me, lures me West, east, south, and north; Most roads lead men homewards, My road leads me forth. To add more miles to the tally Of grey miles left behind, In quest of that one beauty God put me here to find. |